# Ralph Gebstedt
Ralph Gebstedt (Friedrichroda, 8 ottobre 1971) è un ex saltatore con gli sci tedesco.
Agli inizi della carriera, prima della riunificazione della Germania (1990), gareggiò per la nazionale tedesca orientale.

## Biografia
In Coppa del Mondo esordì il 28 dicembre 1989 a Oberstdorf (49°), ottenne il primo podio il 24 febbraio 1991 a Tauplitz (2°) e l'unica vittoria il 24 marzo successivo a Planica.
In carriera prese parte a tre edizioni dei Mondiali di volo (15° a Harrachov 1992 il miglior piazzamento).

## Palmarès

### Coppa del Mondo
- Miglior piazzamento in classifica generale: 14º nel 1991
- 5 podi (3 individuali, 2 a squadre):
  - 1 vittoria (individuale)
  - 3 secondi posti (1 individuale, 2 a squadre)
  - 1 terzo posto (individuale)

#### Coppa del Mondo - vittorie
| Data          | Località | Nazione    | Trampolino     |
| ------------- | -------- | ---------- | -------------- |
| 24 marzo 1991 | Planica  | Jugoslavia | Letalnica K185 |